# ちゅうに!
『ちゅうに!』は、しんやそうきちによる日本の4コマ漫画作品。

## 概要
タイトルにあるように、中学2年生の女の子たちを描いた学園4コマ漫画。主な登場人物は6人だけであり、それ以外の人物はほとんど登場しない。『まんがぱれっとLite』（一迅社）誌上でVOL.1から31まで連載された。

## 登場人物
水谷あまみ
八千桜女子中学の2年2組28番。
誕生日は12月20日。A型。好きな花はチューリップ。
猫手で猫舌。
頭はあまり良くないが、非常に明るい性格で純真。
体力もあまりない。
授業中も頻繁に居眠りをする。
高等部に「きさら」という姉がいる。
普段はアホ毛が1本だが、湿度が上がるとアホ毛が増える。
保育園の時はなぜか「よっちゃん」と呼ばれていたらしい。
高阪みやこ
2年2組21番。
誕生日は5月13日。AB型。好きな花はユリ。
あまみとは8年連続（小学校1年から）同じクラス。
いつもにこにこしており、あまみを見守ったり、からかったりしている。
あまみの事が大好きで、あまみの色々な表情を見たり、あまみが素っ頓狂な事を言うのを聞いたり、あまみの成長を確かめたりしては楽しんでいる。
大きなリボンを付けている。
大食いも可能だが、太らない体質。
1年の時に図書委員をやっていた。
里山みつか
2年2組16番。通称さとぽん。B型。好きな花はひまわり。
誕生日は2月5日。
いわゆる愛すべきおバカさん。当然、頭は良くない。
なぜか死語をどこからか仕入れてくる。
気に行ったセリフを大声で叫ぶ（時には構えを付ける）事が多い。
嘘をつく時、目が泳ぐ。
その突拍子もない言動のため、反省文を書かされることもしばしば。
波長が合うのか、あまみと二人で周囲の理解の出来ないことでよく盛り上がっている。
野々宮まゆき
2年2組24番。通称まぁたん。A型。好きな花はバラ。
誕生日は10月21日。
みつかに「まぁたん」と呼ばれる度に「まぁたんはやめろ」と返す事がお約束になっている。
また、みつかの事を「さとぽん」と呼ぶが、その直後に「じゃない、お前」と言い直すこともよくある。
猫手で猫舌。
怪奇現象などの怖いものが苦手で、自称霊感が強い。
ちょっと寂しがりやで、ちょっと背伸びをしたがる。
みつかとは腐れ縁で、彼女の言動やちょっかいに律儀にツッコミを入れるポジション。
髪が非常にさらさら。
お茶の稽古を習っている。
藤原アヤノ
2年1組24番。O型。好きな花は桃。
誕生日は3月3日。
成績は常にトップクラスで、凛とした雰囲気のため、周囲から「女王様」と呼ばれる。
周囲から一目を置かれているものの、委員長ではなく図書委員。
意外と迂闊なところが多いが、雰囲気のためか注意してくれるのはみやこだけだった。
見た目に反してノリのいい性格で、ボケやダジャレも好き。
越谷アキ
2年1組12番。B型。好きな花はかすみ草。
誕生日は9月27日。
小動物ちっくなところがあり、いつも汗を飛ばした描写がされている。
アヤノといつも一緒におり、彼女の不思議な発言に戸惑ったり、迂闊なところを注意したりする。
1年の時はみつかやまゆきと同じクラスだった。
川端ななえ
2年2組の担任。
誕生日は6月30日。
常識人でごく普通の先生。
話に直接絡む事は少ないが、彼女たちの会話を第三者の目から見る貴重な存在。
また、唯一の大人であるため、彼女たちが知らずに使っている死語や昔流行ったものを知っている。

## 単行本
一迅社より「4コマKINGSぱれっとコミックス」として刊行。
1. 2009年10月19日発行 ISBN 978-4-7580-8061-3
2. 2010年12月5日発行 ISBN 978-4-7580-8099-6